# X奖基金会
X奖基金会（X Prize Foundation，缩写为XPRIZE）是一个位于美国加利福尼亞州卡尔弗城的非營利性基金會，其設立目的在於透過贊助並組織公共競賽，以推動可對全人類有益的技術創新，其贊助的獎項多冠以X字樣，例如安薩里X大獎、Google月球X大獎。

## 歷史

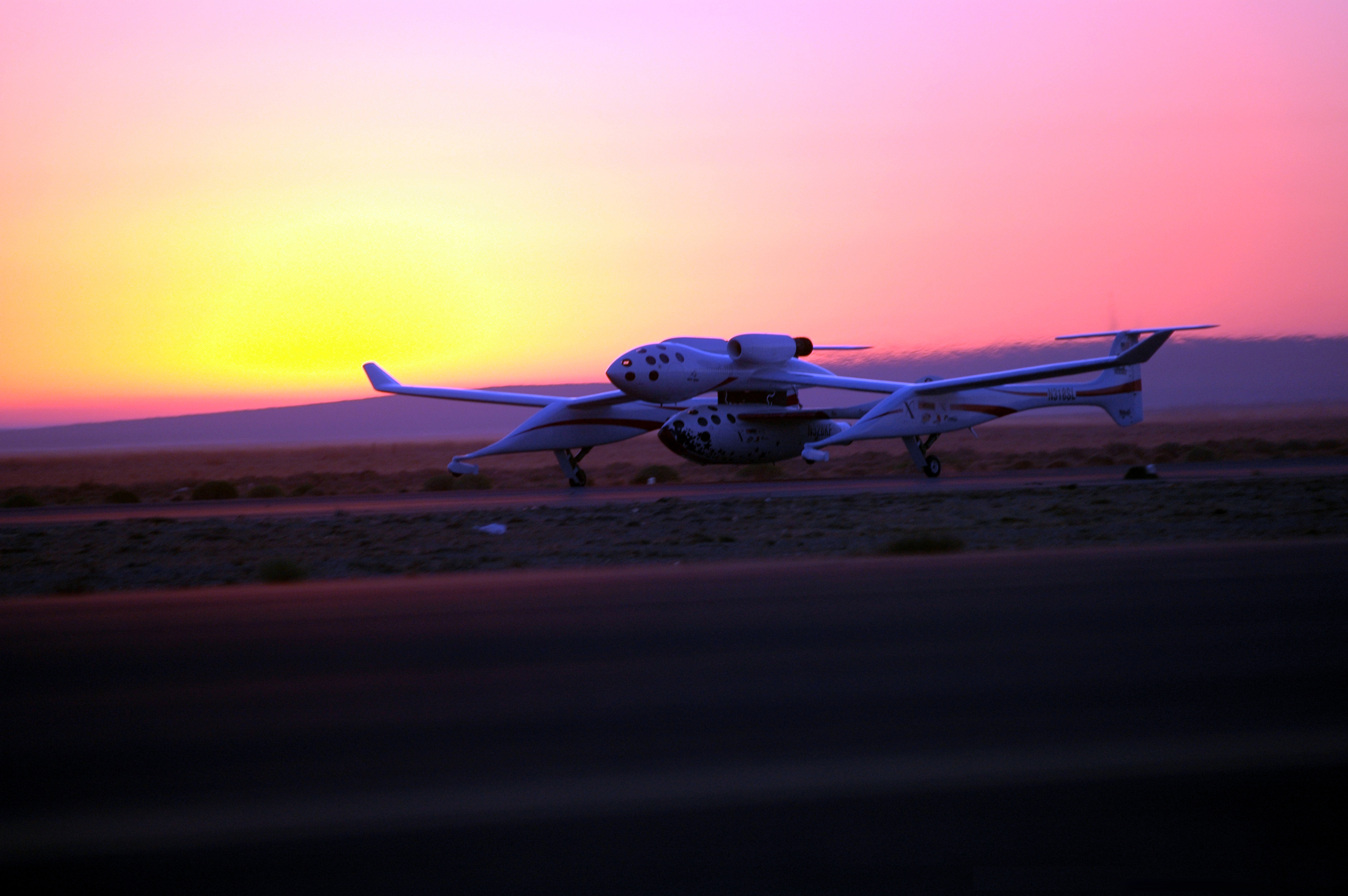
曾獲得安薩里X獎的太空船1號起飛。

X奖基金会發起人彼得·戴曼迪斯在 1996年以1000萬美金之獎勵，徵求能完成於兩週内兩次飛入100公里外太空的飛行任務之團隊，後來亦有多國的團隊獲得此獎項。 此後，XPRIZE 便持續以高額獎金將各種困難的挑戰，透過比賽的形式外包給大眾，藉由群眾的力量，以眾包模式集思廣益、克服挑戰來創造各種對人類有益的科技創新。
该基金会最早獎項的靈感可朔源自1714年設立、獎勵可精準測量海洋上船舶之經度的經度獎以及1919 年設立、獎勵成功跨洋飛行等創舉的飛行員奧泰格獎。

## 原則
XPRIZE 是獎勵以下三種主要目標的金錢獎勵：
- 吸引對困難問題採取新辦法的投資。
- 創造真正且有意義的重大成果。競賽有具體可衡量的目標，而且是為了促進創新的採用而產生的。
- 跨越國界與學科的界限，以此鼓勵世界各地的團隊投入智慧資本、財務資本以解決困難的挑戰。

## 歷年競賽主題
截至 2018年1月止，XPRIZE 共有七個已完成之競賽、八個正在進行中的競賽，以及有一次被取消的競賽。

## 外部連結
- XPRIZE官方網站 （页面存档备份，存于）
- Wall Street Journal Article on Innovation （页面存档备份，存于）